# Усачёв, Андрей Валерьевич
Андре́й Вале́рьевич Усачёв (род. 27 января 1967) — советский и российский легкоатлет, специалист по бегу на средние и длинные дистанции, легкоатлетическому кроссу. Выступал за сборные СССР, СНГ и России в 1980-х и 1990-х годах, обладатель серебряной медали чемпионата Европы среди юниоров, многократный призёр первенств всесоюзного и всероссийского значения, участник ряда крупных международных стартов. Представлял город Иваново.

## Биография
Андрей Усачёв родился 27 января 1967 года. Занимался лёгкой атлетикой в Иваново.
Впервые заявил о себе на международном уровне в сезоне 1985 года, когда вошёл в состав советской сборной и в беге на 1500 метров выиграл серебряную медаль на международном старте в румынском Питешти, установив при этом свой личный рекорд 3:46.92. Позднее на юниорском европейском первенстве в Котбусе установил личный рекорд в беге на 3000 метров (8:10.90) и так же завоевал серебряную награду.
В 1986 году занял 17-е место в гонке юниоров на чемпионате мира по кроссу в Невшателе, стартовал в 1500-метровой дисциплине на юниорском мировом первенстве в Афинах — на предварительном квалификационном этапе показал время 3:51.98, чего оказалось недостаточно для выхода в финальную стадию соревнований.
В 1991 году с личным рекордом 13:39.55 выиграл бронзовую медаль в беге на 5000 метров на Мемориале братьев Знаменских в Москве.
В 1992 году стал серебряным призёром на чемпионате СНГ по кроссу в Кисловодске, в составе сборной СНГ стартовал на кроссовом чемпионате мира в Бостоне.
В 1993 году получил серебро на открытом чемпионате России по кроссу в Кисловодске.
После распада Советского Союза на протяжении 1990-х годов выступал преимущественно на коммерческих шоссейных стартах в Италии.
В 2003 году с результатом 2:20:11 финишировал четвёртым на Подгорицком марафоне.